# تومازو بلاتسینی
تومازو بلاتسینی (انگلیسی: Tommaso Bellazzini؛ ‏تلفظ ایتالیایی: [tomˈmaːzo]؛ زادهٔ ۲۳ دسامبر ۱۹۸۷) بازیکن فوتبال اهل ایتالیا است.
از باشگاه‌هایی که در آن بازی کرده‌است می‌توان به باشگاه فوتبال فیورنتینا، باشگاه فوتبال آلساندریا، باشگاه فوتبال لچه، باشگاه فوتبال چیتادلا، باشگاه فوتبال ونتزیا، باشگاه فوتبال پیستویزه، و باشگاه فوتبال ویچنزا اشاره کرد.
او همچنین در تیم ملی فوتبال زیر ۱۸ سال ایتالیا بازی کرده‌است.